# Egbert Wolf
Ludwig Maria Egbert Ludwígovich Wolf (translitera del cirílico ruso Э́гберт Лю́двиг Ма́рия) (5 de septiembre de 1860 - 8 de febrero de 1931) (con una ortografía alternativa de «Ludwig» y «Lyudvigovich») fue un botánico, dendrólogo, y horticultor ruso nacido en Berlín.

## Biografía
Era de una familia de artesanos en Berlín, donde entre 1871-1876 años recibió su educación media en el real-Gymnasium. Luego se trasladó a la Escuela de Horticultura en el Real Jardín Botánico de Berlín y estudió allí, además de este asistió a las conferencias sobre botánica y dendrología de profesores de la Universidad de Berlín como Alexander Brown y Karl Koch. En 1879 se graduó en el curso de formación teórica y práctica de jardinería-horticultura.
Luego, entró en el Real Instituto de Fruticultura en Pruszkow. Pero él estudió allí por menos de un año, debido a la situación material pesado se vio obligado a abandonar prematuramente (en 1880).
Después de dejar el Instituto, continuó como autodidacta, y al mismo tiempo obligado a ganarse la vida de diferentes trabajos. Viajó al Imperio Austro-Húngaro en el Mediterráneo, estudió la vegetación de montaña en los Alpes y los Cárpatos, así como la flora de las estepas húngaras. Después trabajó brevemente en el Real Jardín Botánico de Berlín, con procesamiento de materiales recogidos.
Fue "botánico de alto rango" y director del Jardín Botánico de San Petersburgo.
Trabajó en el Instituto Forestal de Leningrado, donde se reunió una colección de jardines botánicos, que constituyó la base del jardín y arboreto (ahora - parte del jardín botánico de la Academia Forestal). Describió más de 40 especies y formas de árboles y plantas, traídos por la selección de más de 20 variedades de plantas leñosas.
Participó en la creación del Parque Udelny, del Instituto Politécnico de San Petersburgo, del Jardín Botánico Central de la Academia Nacional de Ciencias de Bielorrusia en Minsk, y resorts en Piatigorsk.

## Honores

### Membresías
- de la Sociedad Botánica de Rusia
- la Sociedad Imperial de Horticultura
- Sociedad Alemana de Dendrología
- Sociedad Francesa de Dendrología
- correspondiente de la Sociedad Dendrológica Austro-húngara
- honorario de la Sociedad Rusa de Horticultura[3]

### Epónimos
- Acer velutinum var. wolfii Schwer.
- Diervilla wolfii — C.K.Schneid.
- Lonicera syringatha var. wolfii Rehd.
- Populus wolfii — Dode
- Syringa wolfii — C.K.Schneid.[4]

- La abreviatura «C.Winkl.» se emplea para indicar a Egbert Wolf como autoridad en la descripción y clasificación científica de los vegetales.[5]